# Geyre
Geyre è una località che sorge sulle rovine dell'antica città di Afrodisia, nella provincia di Aydın, in Turchia.
È una popolare attrazione turistica per i turchi.

## Informazioni
- Altitudine: 549 m s.l.m.
- Popolazione: 1000ab.
- Provincia: Aydin

## Storia
Geyre fu costruita intorno al IV millennio a.C.
Le ceramiche dell'età del bronzo suggeriscono che il centro fu un luogo di commercio durante l'epoca ittita.
In epoca ellenistica prese il nome di Afrodisia.
Nella prima era cristiana la città era sede di una diocesi, che in seguito divenne l'arcidiocesi metropolitana della Caria. Quando l'Impero diventò cristiano, le fu dato il nome di Stauropolis, cioè "città della croce". Successivamente, in epoca bizantina, la città assunse il nome di Caria, nome che si mantiene nel nome attuale di Geyre.
Nonostante avesse rinforzato le sue fortificazioni nell'ultima parte del VII secolo, la città cadde in mano agli arabi durante l'VIII e il IX secolo.